# مركز تونس الدولي لتكنولوجيا البيئة
 مركز تونس الدولي لتكنولوجيا البيئة تعرف أيضًا بـ(CITET) هي مؤسسة عامة تونسية غير إدارية، تخضع لإشراف وزارة البيئة. أُنشئت بموجب القانون رقم 25-96 بتاريخ في 25 مارس 1996.

## المهام
تم إنشاء مركز تونس الدولي لتكنولوجياالبيئة استجابة للتوصيات الدولية الصادرة عن مؤتمر الأمم المتحدة حول البيئة والتنمية في ريو دي جانيرو.
تتمثل مهمة المركز في تعزيز التكنولوجيا البيئية (الحصول على تقنيات جديدة، إنتاجها وتطويرها)، تقوية القدرات الوطنية وتطوير المعرفة العلمية والتقنية البيئية الملائمة للاحتياجات الوطنية والجهوية.